# Ragunda (đô thị)
Đô thị Ragunda (Ragunda kommun) là một đô thị ở hạt Jämtland, ở miền trung Thụy Điển. Thủ phủ là Hammarstrand.
Đô thị hiện tại đã được lập năm 1974 khi Ragunda cũ được hợp nhất với Fors và Stugun.
Ragunda có tòa nhà tưởng nhớ vua Chulalongkorn nằm ở làng Utanede. Tòa nhà này được xây năm 1997 để tưởng nhớ chuyến thăm của vua Chulalongkorn tới đây một thế kỷ trước.

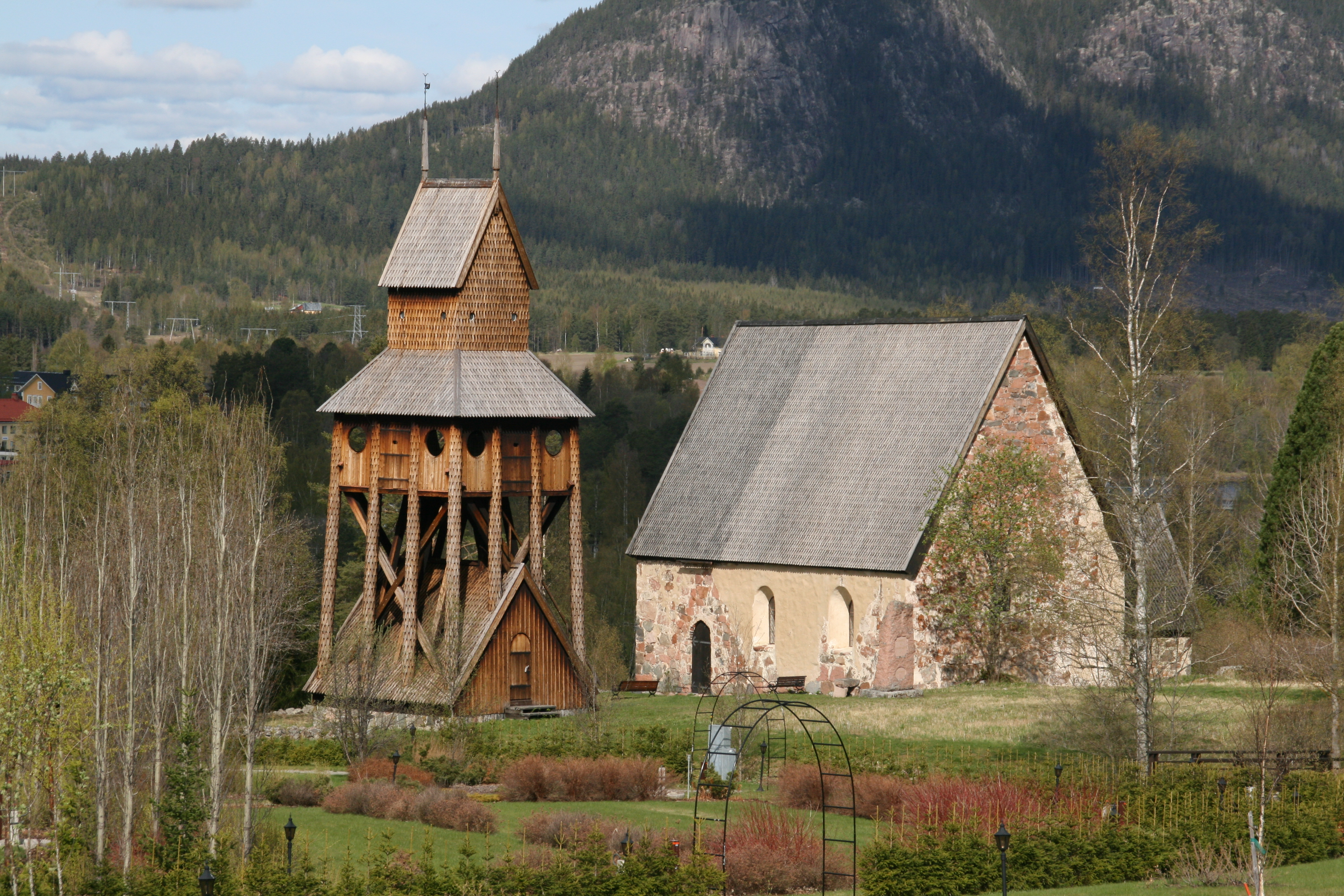
Nhà thờ cũ Ragunda

## Các đơn vị dân cư trực thuộc

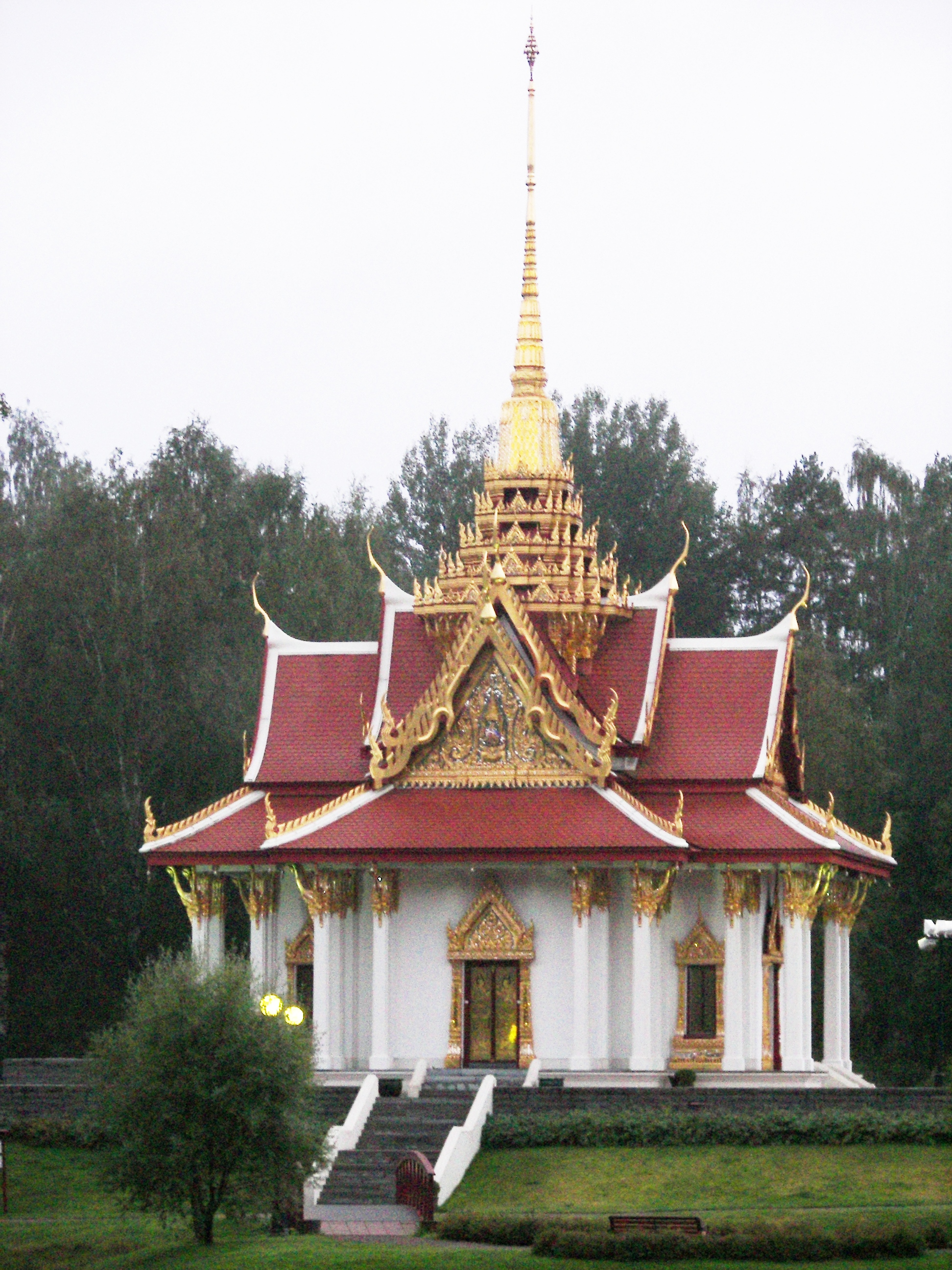
Tòa nhà tưởng nhớ vua Chulalongkorn

- Bispgården
- Hammarstrand (thủ phủ)
- Stugun

Bản mẫu:Localities in Ragunda Municipality